# Louis Maurice Adolphe Linant de Bellefonds

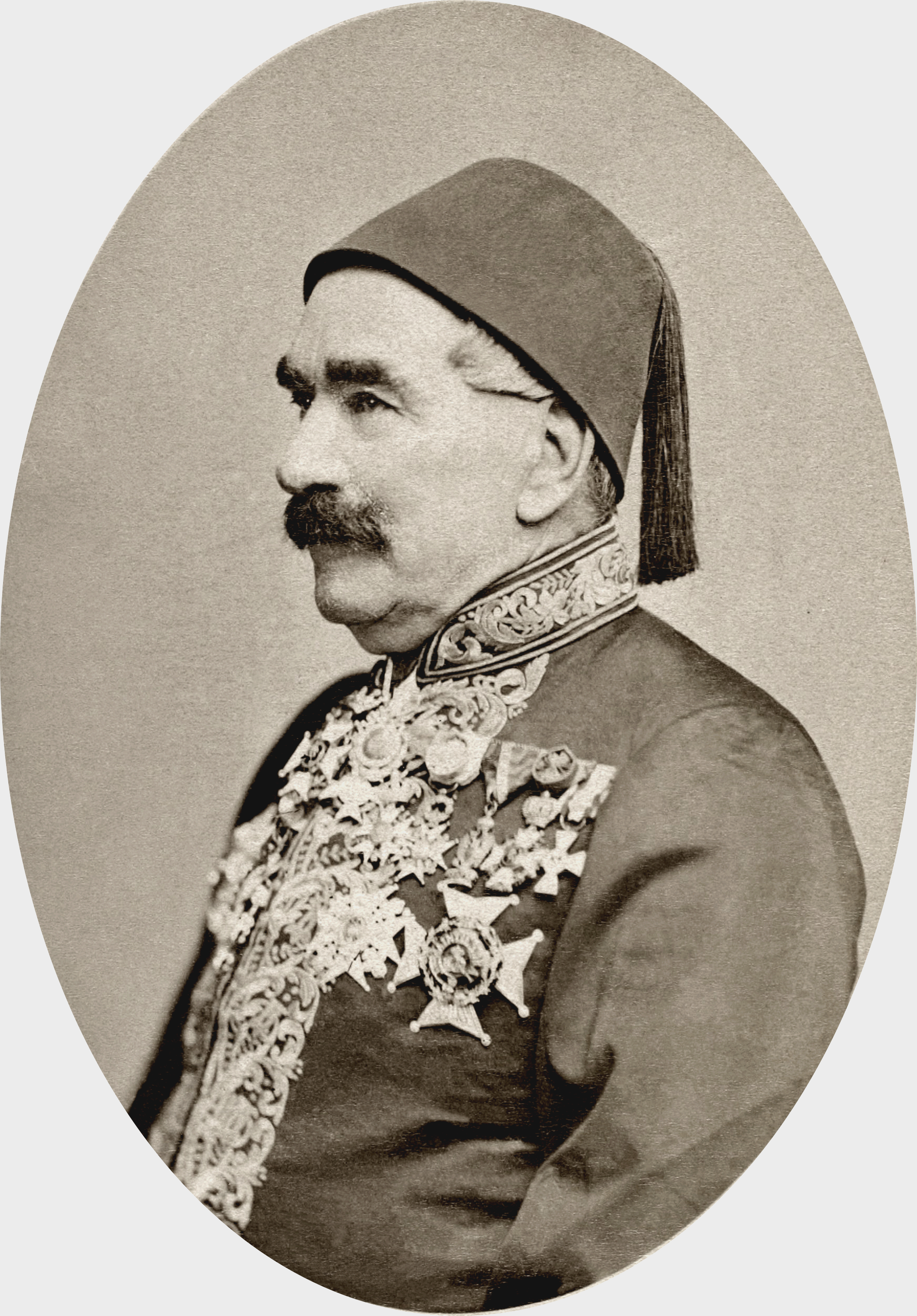
Louis Linant de Bellefonds

Louis Maurice Adolphe Linant de Bellefonds (* 23. November 1799 in Lorient; † 9. Juli 1883 in Kairo, Ägypten) war ein französischer Forschungsreisender, der 1831 als leitender Ingenieur in die Bauverwaltung Ägyptens eintrat, 1837 dort den Titel Bey erhielt, 1862 Generaldirektor der Bauverwaltung und 1869 Bauminister wurde. Obwohl weniger bekannt als Ferdinand de Lesseps, hatte Linant einen maßgeblichen Anteil an der Planung und am Bau des Sueskanals.

## Forschungsreisender
Nach einer Schulausbildung, die Mathematik, Zeichnen und Malen betonte, begleitete der 15-jährige Linant seinen Vater Antoine-Marie, einen Marineoffizier, auf einer Seereise zur Vermessung und Kartierung von Neufundland.
Nach entsprechenden Examen nahm er im folgenden Jahr auf der Fregatte Cléopâtre an einer Erkundungsfahrt nach Griechenland, Syrien, Palästina und Ägypten teil. Nachdem ein Zeichner schon zu Beginn der Reise gestorben war, erhielt Linant die Aufgabe, Ansichten von Athen, Konstantinopel, Ephesus, Akkon und Jerusalem zu zeichnen. Von Jaffa aus reiste er mit seiner Gruppe auf Kamelen nach Damietta und weiter auf dem Nil nach Kairo. Linant entschied sich dort, nicht nach Frankreich zurückzukehren, sondern in den Dienst des Vizekönigs Muhammad Ali Pascha einzutreten, den er jedoch bald darauf wieder verließ, um Forschungsreisen zu unternehmen.
1818 bis 1819 war er in Nubien, 1820 nahm er an der Expedition des französischen Generalkonsuls Bernardino Drovetti zur Oase Siwa teil, zu der in der Neuzeit noch kein Europäer vorgedrungen war und von der er eine Reihe von Zeichnungen veröffentlichte. Kurz danach erkundete er zusammen mit dem Italiener Alessandro Ricci den Sinai; die Absicht, nach Petra weiterzureisen, scheiterte jedoch an Feindseligkeiten in der Region. Die auf dieser Reise gesammelten Erfahrungen und die vielfältigen, mit den örtlichen Beduinen geknüpften Kontakte trugen jedoch zum Erfolg der 1828 mit Léon de Laborde (1807–1869) nach Petra unternommenen Reise bei. In der Zwischenzeit besuchte er 1821 Fayum, danach wurde er von dem Engländer William John Bankes (1786–1855) beauftragt, Erkundungen im Sudan anzustellen. Diese im Juni 1821 begonnene Reise von insgesamt 13 Monaten führte ihn zu den Ruinen von al-Musawwarat as-sufra und Naqa, die er nur kurz vor Frédéric Cailliaud erreichte, dem ersten Europäer, der Meroe entdeckt hat.
1824 verbrachte Linant einige Monate in London, wo ihm die African Association vorschlug, ihn ähnlich wie Jean Louis Burckhardt auf einer Expedition zu unterstützen. Nach weiteren Reisen nach Nubien und dem Sudan versuchte er 1827 im Auftrag der Association, den Weißen Nil so weit wie möglich stromaufwärts zu verfolgen, wurde jedoch am 13. Breitengrad durch örtliche Feindseligkeiten am weiteren Fortkommen gehindert. Nach seiner erfolgreichen Petra-Reise in 1828 zog er sich, wie er später schrieb, für etwa ein Jahr allein mit einer guten Auswahl von Büchern in ein Tal des Sinai zurück, um sich die Kenntnisse anzueignen, die er für einen Dienst als Ingenieur in der ägyptischen Verwaltung benötigte. 1831 erteilte ihm die Société de Géographie in Paris den Auftrag zur Leitung einer ähnlichen Expedition, die aber vom Vizekönig Muhammad Ali Pascha abgesagt wurde, der ihn stattdessen auf die Suche nach den Goldminen von Etbai sandte.
In dieser Zeit begann er ein Interesse am Isthmus von Sues zu entwickeln. 1822 hatte er Sues, die Spuren des alten Kanals von Trajan, den Timsahsee und die Ruinen von Pelusium besucht. In den folgenden Jahren kam er immer wieder in den Isthmus zurück, zog durch die Wüste zwischen dem Nil und dem Roten Meer bis hin zu den Klöstern von St. Antonius und St. Paul und erkundete die Küste des Mittelmeeres und die zum Menzalehsee führenden Wasserarme. Wie er später schrieb, begann er bei diesen Reisen mit den ersten Studien für eine Verbindung zwischen den beiden Meeren.

## Ingenieur in der ägyptischen Bauverwaltung
1831 kehrte er in die ägyptische Bauverwaltung zurück, wo er zunächst zum leitenden Ingenieur der Bauverwaltung von Oberägypten ernannt wurde. Dort war er mit der Modernisierung der Bewässerungssysteme und Dämme befasst. Zwischen 1834 und 1836 leitete er als Direktor der Verwaltung der Kanäle, Brücken und Straßen ganz Ägyptens unter anderem die Bauarbeiten für die großen Delta Barrages nördlich von Kairo. 1837 wechselte er in die Bauverwaltung im Informationsministerium und erhielt den Titel Bey. 1862 wurde er Generaldirektor der Bauverwaltung und 1869 schließlich Minister und Mitglied im Rat des Vizekönigs.
Im Alter von 70 Jahren ging er in den Ruhestand, um seine Memoiren zu schreiben. Im Juni 1873 verlieh ihm der Vizekönig Ismail den Ehrentitel Pascha. Linant blieb in Ägypten bis zu seinem Tod am 9. Juli 1883 in Kairo.

### Retter der Pyramiden
Um den Bau des großen Nildamms zu erleichtern, soll der Vizekönig Muhammed Ali Pascha ihm vorgeschlagen haben, die Steinblöcke der Pyramiden zu verwenden. Ein Widerspruch war nicht tunlich und hätte möglicherweise dazu geführt, dass Linant durch einen anderen, willfährigen Ingenieur ersetzt würde. Linant erstellte deshalb eine ausführliche, komplexe Kalkulation, in der er nachwies, dass neue Steinblöcke aus dem Steinbruch kostengünstiger wären als die Verwendung der Blöcke aus den Pyramiden. Damit war die Idee, die Pyramiden abzubauen, erledigt.

## Linant und der Sueskanal
Linant hatte schon seit 1830 zunächst mit dem französischen Generalkonsul Mimaut, dann mit dem seit 1833 als Konsul in Kairo tätigen Lesseps über seine Ideen eines Kanalbaus zwischen den beiden Meeren gesprochen, die er während seiner Tätigkeit in der ägyptischen Bauverwaltung weiterentwickelte. In dieser Zeit machte er auch die Bekanntschaft mit dem Saint-Simonisten Prosper Enfantin, der mit einigen Anhängern versuchte, seine Ideen über einen Kanal zu realisieren. 1841 legt er erste Pläne der englischen Reederei Peninsular Steam Navigation Co. (der späteren P&O) vor. 1844 übergibt er Lesseps seine Pläne. In seiner Eigenschaft als Ministerialbeamter war er mit den Untersuchungen der 1846 von Prosper Enfantin gegründeten Société d’Études du Canal de Suez befasst, die 1847 von Alois Negrelli, Robert Stephenson und Paul-Adrien Bourdaloue durchgeführt wurden. Zu der von Bourdaloue ausgeführten neuerlichen Vermessung verfasste er den Bericht.
Der mittlerweile nicht mehr im diplomatischen Dienst tätige Lesseps erhielt am 30. November 1854 von dem neuen Vizekönig Said Pascha, einem alten Freund, die erste Konzession zum Bau eines noch nicht genauer definierten Kanals durch den Isthmus mittels einer noch zu gründenden, internationalen Gesellschaft. In dieser Konzession wird Linant als Ingenieur des Vizekönigs bei der Gesellschaft (notre commissaire ingénieur auprès de la Compagnie) bezeichnet. In den folgenden Monaten erarbeitete Linant mit Eugène Mougel (1808–1890), einem mit dem Bau der Delta Barrages befassten französischen Wasserbauingenieur, eine ausführlichere Planung des Sueskanals. Lesseps legte diese Planung mit seinem Bericht vom 30. April 1855 dem Vizekönig vor, der sie mit Bescheid vom 19. Mai 1855 zum Inhalt seiner Anordnung bezüglich des weiteren Vorgehens zum Bau des Sueskanals erklärte. In diesem Bescheid wurde festgelegt, dass Linant und Mougel den Verlauf des Kanals im Gelände festlegen, nivellieren und kartieren sollten, Sondierungen vornehmen und Bodenproben nehmen sowie die wesentlichen Lohn- und Materialkosten ermitteln und eine erste Einschätzung der Zahl der benötigten Arbeitskräfte durchführen sollten. Die daraus resultierenden Planungen sollten veröffentlicht und von einer internationalen Kommission beraten werden; danach sollte die endgültige Trasse entschieden werden. Linant war sich jedoch bewusst, dass eine Tätigkeit unmittelbar für die Gesellschaft nicht mit seiner Position als leitender Ministerialbeamter zu vereinbaren sei, und vermied es somit, eine Stellung unmittelbar beim Bau des Sueskanals anzunehmen. Er setzte vielmehr seine Karriere fort, an deren Ende er ägyptischer Bauminister wurde.

## Bibliographie
- Mémoires sur les principaux travaux d’utilité publique exécutés en Égypte depuis les temps de la plus haute antiquité jusqu’à nos jours. Arthus Bertrand Éditeur, Paris 1872–1873, (Digitalisat auf Google Books)
- L’Etbaye ou pays habité par les arabes Bichariehs : Géographie, ethnologie, mines d’or. Arthus Bertrand Éditeur, Paris 1868, (Digitalisat auf Google Books)

| Personendaten    | Personendaten                                   |
| ---------------- | ----------------------------------------------- |
| NAME             | Linant de Bellefonds, Louis Maurice Adolphe     |
| ALTERNATIVNAMEN  | Linant                                          |
| KURZBESCHREIBUNG | französischer Forschungsreisender und Ingenieur |
| GEBURTSDATUM     | 23. November 1799                               |
| GEBURTSORT       | Lorient                                         |
| STERBEDATUM      | 9. Juli 1883                                    |
| STERBEORT        | Kairo                                           |